# Sandiacre
Sandiacre est une ville dans l'est du Derbyshire, au Royaume-Uni. 